# 껌엑스
껌엑스(GUMX, ガムエックス)는 1996년 대한민국 서울특별시에서 결성된 펑크 록 밴드이다.

## 개요
1996년에 밴드 'Gum'을 결성하였고 2002년에 밴드명을 'GumX'로 개명하였다.
이용원, 이근영, 최건으로 구성되어 지난 2002년 한일 월드컵 관련해 내한한 일본 밴드 코코뱃 (COCOBAT) 과의 공연으로 일본 록음악계의 대부격인 다케시(TAKE-SHIT)에게 발탁돼 일본 진출을 제의 받고 본격적인 일본 메이저 활동을 시작한다.
일본에서 발매한 첫 싱글 [HYMN TO LOVE]가 일본 내에서 큰 인기를 얻으며 성공적인 일본 데뷔를 하게 된다. 유명 프랑스 가수 에디트 피아프의 애절한 사랑 노래를 GUMX 자신들만의 색으로 재구성한 노래인 ‘Hymn To Love’가 일본 내 각종 라디오 프로그램에서 "이 달의 곡"으로 선정됨은 물론 TBS 방송국의 인기스포츠 프로그램 "수퍼사커 (Super Soccer)" 의 오프닝과 엔딩 테마송으로도 사용되면서 대중적인 큰 인기를 얻으며 주목을 받는다.
이후 도쿄, 오사카, 나고야 등의 도시에서 대형 실내 공연장을 관객들로 꽉꽉 채운 단독 투어는 물론 세계적인 록 페스티벌인 '후지 록 페스티발(FUJI ROCK FESTIVAL) 2003'에 한국밴드로는 최초로 초청 받게 되고, 일본 유명 밴드들과 어깨를 나란히 하는 위치에 오르게 된다. 2003년의 성공적인 일본 데뷔 이후 발표한 2집 정규 앨범 〈Green Freakzilla〉가 일본에서 10만장 이상의 판매고를 올리며 일본 락 음악계를 이끌어 갈 최고의 기대주로 떠오르게 되고 여러 방송매체와 공연에 초청 1순위 밴드로 자리매김 하게 된다.
2005년 군입대로 잠시 활동을 중단하였으나, 2007년 군 제대와 함께 본격적인 활동을 구체화한다. 2008년 야심차게 내놓은 이들의 3집 [OLD]는 녹음 전부터 일본 메이저 음반사로부터 러브 콜을 받고, 2008년 5월 드디어 그들의 3집 앨범이 전국에 발매된다. 이미 초판은 매진을 기록하며 긴 공백에도 불구하고 식지 않은 열기를 바탕으로 3집 컴백을 성공한 검엑스는 본격적인 활동을 재개하며 지바, 교토, 나고야, 오사카, 센다이, 도쿄 등 일본 전국 투어를 성공적으로 마친다.
그 후는 멤버 각각이 다른 길을 걷게 되어, 활동이 중단된다.
그리고 2019년 8월 오리지널 멤버인 이용원의 호소로 일본인 멤버 요시, 유토가 새롭게 가입하고 새로운 체제에서의 GUMX 리유니온을 발표한다.

## 구성원
- 이용원 - 보컬, 기타
- 나가시마 요시 - 베이스, 보컬
- 미야자키 유토 - 드럼, 보컬

### 전 멤버
- 이응균 - 드럼, 보컬
- 이근영 - 베이스, 보컬
- 최건 - 드럼, 보컬

## 경력
1996년
- GUM 결성

2002년
- "인디파워 2002" 앨범 참여. GUMX로 재결성

2003년
- 1집 정규 앨범 《What’s Been Up》 을 발매
- 일본 Carnage Lable 창립 9주년 기념 음반 참여, ‘Hymn To Love’발표
- ‘Hymn To Love,’라디오 ‘Nippon 호소’에서 이 달의 싱글로 선정
- 후지 록 페스티벌 출연, 국내 아티스트 중 최다 관객 동원
- 도쿄, 삿포로, 오사카, 나고야 등 일본 투어

2004년
- 일본 No Matter Board Festival 출연
- 2집 정규 앨범 《Green Freakzilla》 을 발매
- 미국 밴드 오프스프링내한 오프닝 공연
- ETPFEST 출연

2005년
- 멤버 군입대, 활동 중단

2008년
- 3집 정규 앨범 《Old》 일본판을 팔매
- 1월 앨범 발매 기념 일본 10개 도시 투어

2013년
- 《GUMX IS FAT!》 단독 공연 개최

2019년
- GUMX 리유니온 발표. 요시, 유토가 밴드에 가입

2020년
- EP 《BUST A NUT》 을 발매

2022년
- 베스트 앨범 《WORST GREATEST HITS EVER!》 을 발매

2023년
- 4집 정규 앨범 《EMOTIONAL TRASH》 을 발매

2024년
- LOUD BRIDGE FESTIVAL 2024 개최, 출연
- LOVE CHIPS FESTIVAL 2024 개최, 출연
- EP 《Spam Buddy》 을 발매. 발매 기념 한일 투어

## 음반 목록

### 정규 앨범
- What's Been Up? (2003년)
- Green Freakzilla (2004년)
- OLD (2008년)
- EMOTIONAL TRASH (2023년)

### EP 앨범
- BUST A NUT (2020년)
- Spam Buddy (2024년)

### 싱글
- GREEN FREAKZILLA? (2020년)
- HYMN TO LOVE (2021년)
- The Sound Of Our Love (2023년)
- Father And Me (2023년)
- Sadness Is Over (Feat. Yasuno Yuta Of Hawaiian6) (2023년)

### 베스트 앨범
- WORST GREATEST HITS EVER! (2022년)

### 참가 작품
- V.A/Hungry For Carnage (2003년)
- V.A/Punk Rock Camp!! Extra 2 (2006년)